# Clubhaus

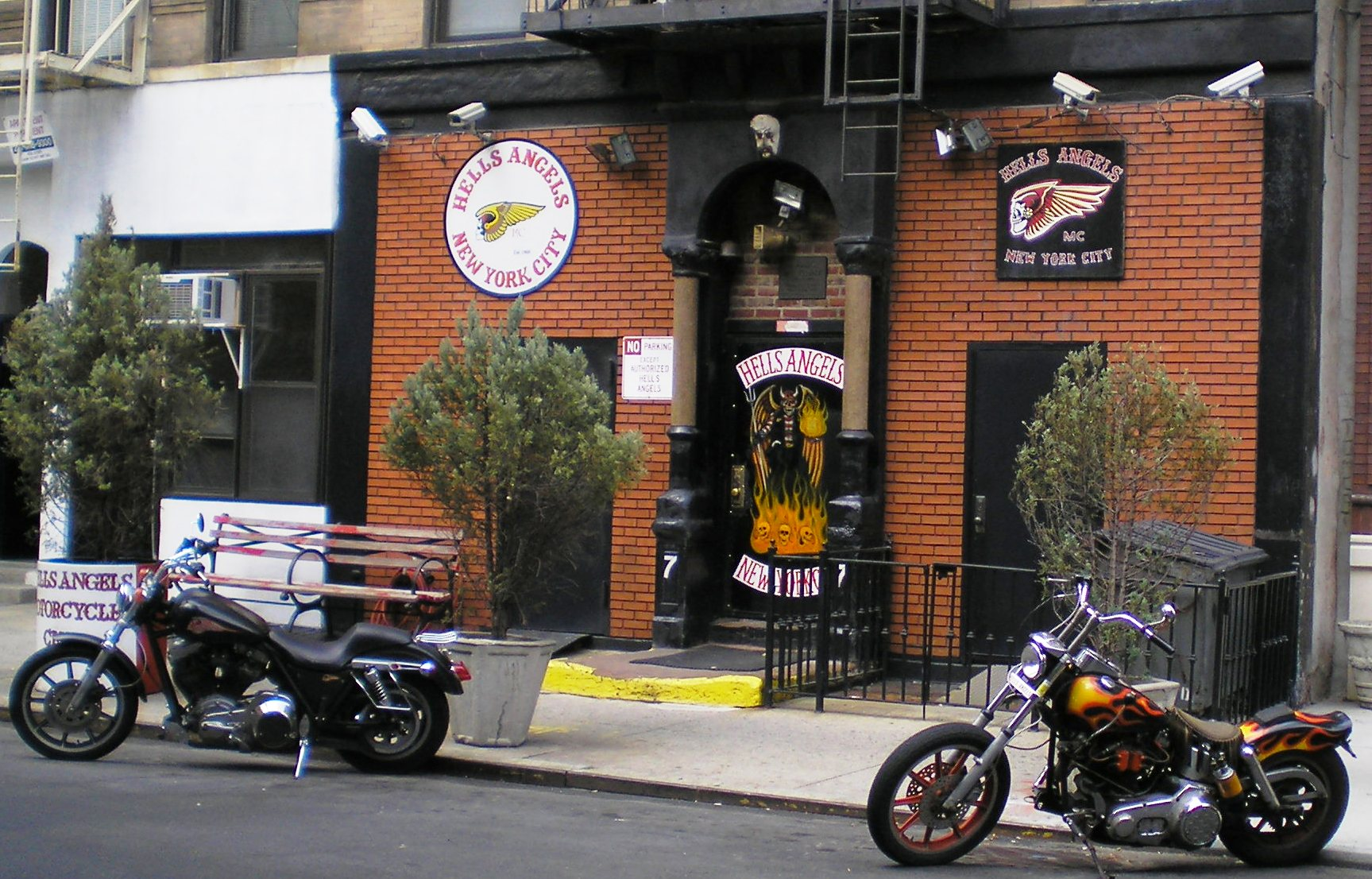
Clubhaus der Hells Angels New York

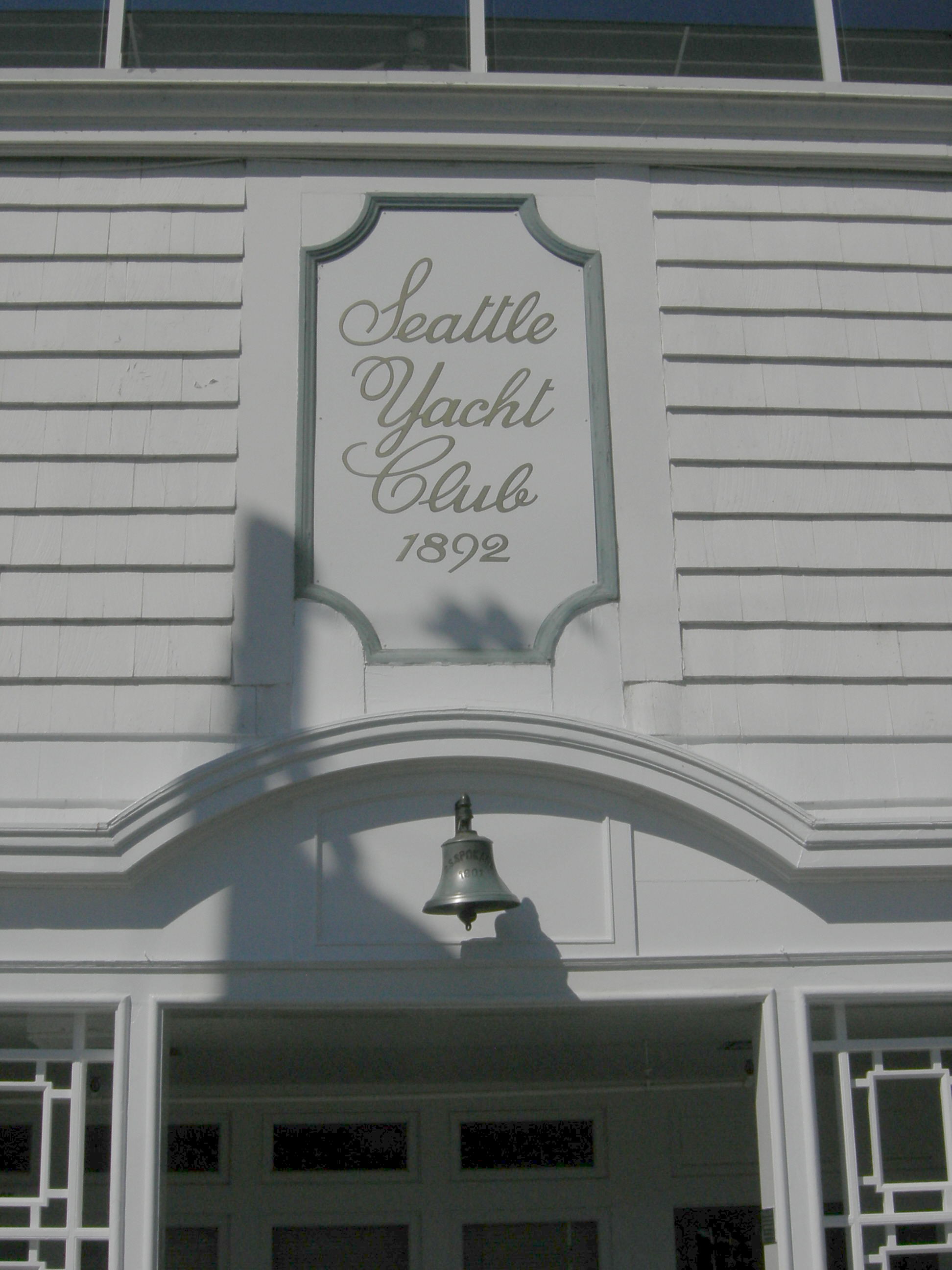
Eingang zum Seattle Yacht-Clubhaus von 1892

Clubhaus ist die Bezeichnung für den Versammlungsort oder Treffpunkt eines Clubs, Sportvereins oder einer anderen Vereinigung. Zutritt haben in der Regel nur Mitglieder und geladene Gäste.

## Geschichte
Die Kultur der Clubhäuser beginnt im 19. Jahrhundert in England. Zunächst trafen sich die Clubmitglieder in Kaffeehäusern, die jedoch die wachsende Zahl nicht mehr aufnehmen konnten. Entweder erwarb man nun diese Räume oder gestaltete eigene Bauvorhaben, womit der klassische Gentlemen’s Club entstand. Mit dem Beginn des Sports als Aktivität der Oberschicht und ihrer Kinder wurden Clubhäuser an den Sportanlagen errichtet. Speziell beim Tennis, Rudern und Golf kam es in Mode, auch für die Zeit nach dem Spiel einen Ort der Erholung und gelegentlich eine kleine Ruhmeshalle zu schaffen.
Als größtes Clubhaus gilt das Gebäude des Yale Club of New York City mit 22 Etagen für eine weltweite Mitgliederzahl von 11.000.